# Лаконт
Лаконт је у грчкој митологији био један од Аргонаута.

## Митологија
Његово име је још и Лаоконт. Помињали су га Хигин и Аполоније са Рода. Био је Портаонов син и Еурите или неке слушкиње, па тако и Енејин полубрат. Њега је приликом лова на Калидонског вепра убио његов братанац Мелеагар, чиме је, између осталог, допринео да му мајка Алтеја у бесу пресуди.